# سكيب رودريك
سكيب رودريك (بالإنجليزية: Skip Roderick)‏ (1 يناير 1966 في الولايات المتحدة - ) هو مدرب كرة قدم ولاعب كرة قدم أمريكي في مركز الوسط. لعب مع نادي سليغو روفرز وفيلادلفيا آتومز ‏ وNew Jersey Americans (soccer) ‏ وPhiladelphia Fever (MISL) ‏ وPittsburgh Miners ‏.